# Saab 105
Saab 105 là một loại máy bay được Saab phát triển đầu thập niên 1960 cho Không quân Thụy Điển.

## Biến thể
- Saab 105:
- SK 60A:
- SK 60B:
- SK 60C:
- SK 60D:
- SK 60E:
- SK 60W:
- Saab 105XT:
- Saab 105D:
- Saab 105G:
- Saab 105H:
- Saab 105Ö:
- Saab 105S:

## Quốc gia sử dụng

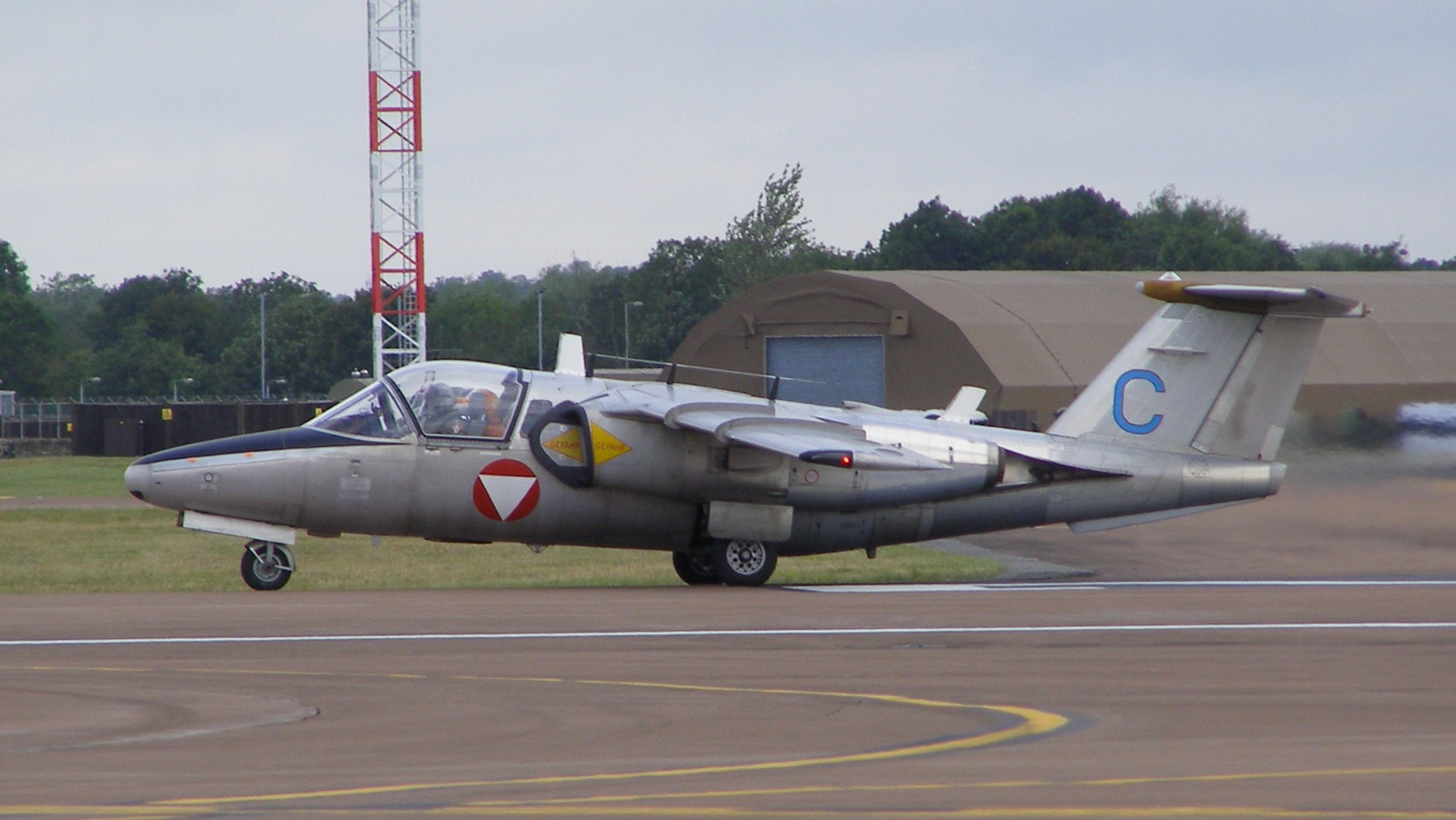
Saab 105 của Không quân Áo năm 2011

ÁoKhông quân Áo.
 Thụy ĐiểnKhông quân Thụy Điển. 80

## Tính năng kỹ chiến thuật (Saab 105Ö)
Dữ liệu lấy từ:
Đặc điểm tổng quát
- Tổ lái: 2
- Chiều dài: 10,8 m (35 ft 4 in)
- Sải cánh: 9,5 m (31 ft 2 in)
- Chiều cao: 2,7 m (8 ft 9 in)
- Diện tích cánh: 16,3 m² (175,45 ft²)
- Trọng lượng rỗng: 2.849 kg (6.281 lb)
- Trọng lượng cất cánh tối đa: 4.635 kg (10.218 lb)
- Động cơ: 2 × General Electric J85-17B kiểu turbojet, 7,49 kN (1.638 lb) mỗi chiếc

 Hiệu suất bay 
- Vận tốc cực đại: 970 km/h (603 mph)
- Tầm bay: 2.300 km (1.242 mi)

Trang bị vũ khí

- 6 giá treo mang AAM, ASM, pháo, bom, rocket